# إيه إي جي - جيه الثالثة
أي إي جي جي.3 (بالإنجليزية: AEG G.III)‏،هي طائرة ألمانية قاذفة في الحرب العالمية الأولى وهي تشبه طائرة جي.2، إلا أنها صنعت بأعداد صغيرة، وكانت ومحدودة الاستعمال والتشغيل. ولم تكن أساسية في الحروب.

## المواصفات
- الطاقم:أربعة
- الطول:9.20 م
- طول الجناح:18.40 م
- الارتفاع: 3.90 م
- مسـاحة الجناح:67 م²
- الوزن الفارغ:2,000 كجم
- أقصى وزن للإقلاع:3,075 كجم
- المحرك:مرسيدس د.[1] الرابع 8 إسطوانات، سائل تبريد المحركات,164 كيلو واط (220 حصان)

### الأداء
- السرعة القصوى: 155 كم/ ساعة
- النطاق: 700 كم
- أقصى ارتفاع: 3,500 م
- معدل الإقلاع: 168 م/دقيقة